# 加藤熈
加藤 熈（かとう ひろし、1938年2月2日 -）は、日本の歯科医師・歯学者。北海道大学名誉教授。元北海道大学歯学部附属病院長。

## 経歴
1962年東京医科歯科大学歯学部卒業後、同大学助手、北海道大学歯学部講師、助教授、東日本学園大学教授をへて、1986年北海道大学歯学部教授に就任。2001年に定年退官となり名誉教授に就任。

## 著作
- Arnold Geiger,Leonard Hirschfeld『一般臨床における Minor tooth movement』監訳 石川純 訳 加藤熈、医歯薬出版、1977年8月。 NCID BN01357782。
- 加藤熈 他『除痛の臨床』医歯薬出版〈歯科臨床ポイントシリーズ〉、1984年8月。ISBN 978-4-263-40323-5。
- 加藤熈、篠田登『歯周療法』医歯薬出版〈歯科衛生士教本〉、1984年10月。 NCID BN02889550。
- S.P.Ramford,etal『ランフォード＆アッシュ 歯周病の基礎と臨床』訳 加藤熈 他、医歯薬出版、1984年12月。 NCID BN01611286。
- 加藤熈 編『歯周治療における咬合・矯正・補綴治療』医歯薬出版〈Periodontics Series 3〉、1988年8月。 NCID BN02627827。
- 加藤熈 著「第32章 歯周治療における部分的な矯正処置（MTM）/第35章 歯周疾患と歯内療法/第38章 特殊な歯周疾患とその処置/第39章 小児の歯周疾患」、石川純 編『歯周治療学』（第2版）医歯薬出版、1992年3月。ISBN 978-4-263-40307-5。
- 加藤熈『最新歯周病学』医歯薬出版、1994年7月。 NCID BN11129922。
- 加藤熈、岩山幸雄、長谷川紘司、横田誠 (歯学者) 著、全国歯科衛生士教育協議会 編『歯周治療学』医歯薬出版〈新歯科衛生士教本〉、1994年8月。ISBN 978-4-263-42731-6。 NCID BN11441772。
- 加藤熈 他 著、泉廣次、腰原好、斎藤毅 編『歯科診療の実際 下顎運動障害』医歯薬出版、1995年11月。ISBN 978-4-263-45044-4。
- 大橋靖、伊藤学而、加藤熈、砂川元 編『かむこと，のむこと，たべること 咀嚼の科学』医歯薬出版、1996年9月。ISBN 978-4-263-45332-2。
- 加藤熈、鈴木文雄、角田正健 編『歯周病を診る 検査・診断・治療のポイント』医歯薬出版〈月刊「歯界展望」別冊〉、1996年11月。ISBN 978-4-263-45332-2。
- 加藤熈、押見一、池田雅彦 編『ブラキシズムの基礎と臨床 : 原因・診断・対応』日本歯科評論社〈日本歯科評論臨時増刊〉、1997年10月。 NCID BA33326619。
- 加藤熈 他 著、長谷川紘司、岩山幸雄 編『カラーアトラス 歯周病の臨床』（第3版）医歯薬出版、1998年4月。ISBN 978-4-263-45396-4。
- 加藤熈 他『歯周病の予防と治療』デンタルダイヤモンド社、1998年10月。ISBN 4885100895。 NCID BA38524460。
- 加藤熈 編『歯学生のための歯内療法学』医歯薬出版、2000年3月。ISBN 978-4-263-45464-0。 NCID BA46471213。
- 加藤熈、船越栄次、畠山善行 編『歯周病のメインテナンス治療』医歯薬出版〈月刊「歯界展望」別冊〉、2000年4月。 NCID BA47160004。
- 加藤熈『臨床家のための 歯周病患者の局所矯正治療 Minor Tooth Movement』医歯薬出版、2007年9月20日。ISBN 978-4-263-44242-5。 NCID BA83648832。
- Herbert F. Wolf, Edith M. & Klaus H.Rateitschak『ラタイチャーク カラーアトラス歯周病学 第3版』監修 日本臨床歯周病学会 総監訳 加藤熈、大口弘和、永末書店、2008年6月。ISBN 978-4-8160-1196-2。 NCID BA86406884。
- 加藤熈 編『最新歯周病学』（新版）医歯薬出版、2011年9月1日。ISBN 978-4-263-45649-1。 NCID BB06796402。

### 科研費報告書
- 研究代表者 加藤熈 編『歯周疾患と咬合異常』〈科学研究費補助金(総合研究A)研究成果報告書〉1990年3月。 NCID BA8763807X。
- 研究代表者 加藤熈 編『歯周病患者の早期接触と咬合性外傷の解明』〈科学研究費補助金(一般研究(B))研究成果報告書〉1990年3月。 NCID BA87642736。
- 研究代表者 加藤熈 編『歯周病患者におけるBruxism習癖の診査・診断と咬合性外傷の解明』〈科学研究費補助金(一般研究(B))研究成果報告書〉1992年3月。 NCID BA87718419。
- 研究代表者 加藤熈 編『歯周病患者におけるBruxism習癖の解明と咬合性外傷による歯周組織破壊』〈科学研究費補助金(一般研究(B))研究成果報告書〉1995年3月。 NCID BA8777301X。
- 加藤熈研究代表 編『Bruxismの新しい診断装置の開発と歯周組織破壊のメカニズムの解明』〈科学研究費補助金(基盤研究(B)(2))研究成果報告書〉1999年3月。 NCID BA41986023。
- 加藤熈研究代表 編『種々なるGrowth factorを応用した歯周組織再建に関する総合的研究』〈科学研究費補助金(基盤研究(A)(1))研究成果報告書〉2000年3月。 NCID BA46890089。

## 所属団体
- 日本歯科医学会
  - 日本歯科保存学会 名誉会員[2] 元副会長[1]
  - 日本歯周病学会 第35回秋季総会大会長[1]
  - 日本歯内療法学会 第18回 学術大会長[1]

| 学職                                                                    | 学職 | 学職                                                                         |
| ----------------------------------------------------------------------- | --- | ---------------------------------------------------------------------------- |
| 先代 野口俊英 第35回春季 1992年5月 名古屋                               | 日本歯周病学会総会 大会長 第35回秋季 1992年10月 札幌                                                            | 次代 二階宏昌 第36回春季 1993年5月 広島                                      |
| 先代 須田英明 第17回 1996年 東京医科歯科大学                            | 日本臨床歯内療法学会学術大会 大会長 第18回 1997年 北海道大学学術交流会館                                        | 次代 中村治郎 第19回 1998年 鶴見大学会館                                     |
| 先代 石川純 初代 1971年4月 - 1986年3月 （歯科保存学第二講座教授として） | 北海道大学大学院歯学研究科口腔健康科学講座 歯周病学分野・歯周組織再建外科学分野教授 第2代 1986年9月 - 2001年3月 | 次代 川浪雅光 第3代 2001年9月 - 2016年3月 （歯周・歯内療法学教室教授として） |